# Слонимский, Юрий Иосифович
Ю́рий Ио́сифович Слони́мский (13 [26] марта 1902, Санкт-Петербург — 23 апреля 1978, Ленинград) — советский историк театра, балетовед, театральный критик, драматург-либреттист, педагог, кандидат искусствоведения (1948), профессор (1962).

## Биография
Родился в Санкт-Петербурге 13 (26) марта 1902 года.
В 1918 году окончил гимназию и поступил на правовое отделение Петроградского университета, одновременно учился в Школе русской драмы в Петрограде и 1918 брал частные уроки у воспитанников Петербургского балетного училища А. И. Сакселина, В. И. Вайнонена и Г. М. Баланчивадзе (Баланчина). В 1919 году под псевдонимом «Ю. Мамонтов» опубликовал первые рецензии о балетных спектаклях. С 1920 начал выступать с лекциями о балете.
С 1919 года работал конторщиком в Управлении железных дорог в Петрограде, затем в культпросветотделе политуправления Петроградского военного округа. В конце 1920 года направлен в политотдел 16-й армии на Польском фронте, где был лектором в бригаде артистов. В 1921 году демобилизовался и продолжил учёбу в университете, одновременно был вольнослушателем в Институте истории искусств.
В 1924 году окончил университет и был призван в армию, служил краткосрочником до октября 1925 года. После демобилизации направлен на работу в милицию, где прослужил девять лет сначала на юридических (до 1930 года), а потом на оперативных должностях. Уволен в 1934 году по состоянию здоровья.
Выступал в печати по вопросам теории и практики современной хореографии. Был консультантом первых балетмейстерских опытов П. А. Гусева, Б. А. Фенстера, И. Д. Бельского, В. А. Варковицкого, Ю. Н. Григоровича в Ленинградском театре оперы и балета, консультантом вечеров экспериментальной ленинградской группы «Молодой балет».
С 1932 года преподавал в Ленинградском хореографическом техникуме (с 1937 года — хореографическое училище), где с И. И. Соллертинским разработал первые печатные программы по специальным предметам; вместе с Ф. В. Лопуховым в 1937 году организовал при училище первое в истории балетного театра балетмейстерское отделение, где читал курс анализа балетного спектакля. Также преподавал в Ленинградской консерватории и хореографическом училище Большого театра (1937—1939). С А. В. Лопуховым и другими педагогами работал над учебником «Основы характерного танца» (1939). 
В 1939 году был принят в Союз писателей. В том же году начал работать в Институте театра и музыки.
В сентябре 1941 года зачислен инструктором-литератором в политотдел войск НКВД Ленинградского фронта. В декабре эвакуирован и затем направлен в ансамбль при политуправлении погранвойск в Москве, где работал над программами для ансамбля и писал для журнала «Пограничник». С конца 1942 года был инструктором-литератором политотдела 70-й армии. В конце 1943 года заболел туберкулёзом и грудной жабой, а после излечения снова служил в политуправлении погранвойск. В апреле 1945 года переведён в политотдел погранвойск Ленинградского военного округа. Демобилизован в декабре 1945 года.
В 1946 году вернулся в Институт театра и музыки. Защитил кандидатскую диссертацию (1948). С 1962 года — профессор балетмейстерского отделения Ленинградской консерватории.
Умер 23 апреля 1978 года в Ленинграде.

### Книги
- Жизель. — Л.: Academia, 1926. — 59 с.
- Сильфида. — Л.: Academia, 1927. — 57 с.
- Дон Кихот. — Л., 1934.
- Жизель. — Л.: Издание Ленинградского ордена Ленина Государственного академического театра Оперы и Балета им. Кирова, 1934. — 24 с. — 3000 экз.
- Ледяная дева. — Л.: Издание Ленинградского ордена Ленина Государственного академического театра Оперы и Балета им. Кирова, 1934. — 20 с. — 3000 экз.
- «Египетские ночи», «Шопениана», «Карнавал». [Либретто и очерк художественной деятельности М. М. Фокина]. — Л., 1935.
- Мастера балета. К. Дидло, Ж. Перро, А. Сен-Леон, Л. Иванов, М. Петипа. — Л.: Искусство, 1937. — 286 с. — 5000 экз.
- Советский балет. Материалы к истории советского балетного театра. — М.—Л: Искусство, 1950. — 368 с. — 5000 экз.
- П. И. Чайковский и балетный театр его времени. — М.: Государственное музыкальное издательство (МУЗГИЗ), 1956. — 336 с. — 5000 экз.
- The Bolshoi Theatre Ballet. — М.: Издательство литературы на иностранных языках, 1956. — 176 с.
- Дидло. Вехи творческой биографии. — Л.—М: Искусство, 1958. — 264 с. — 4000 экз.
- Тщетная предосторожность. — Л., 1961.
- Лебединое озеро П. Чайковского. — Л.: Государственное музыкальное издательство (МУЗГИЗ), 1962. — 80 с. — (Сокровища Советского Балетного Театра). — 15 000 экз.
- Семь балетных историй. — Л.: Искусство, 1967. — С. 256. — 10 000 экз.
- В честь танца. — М.: Искусство, 1968. — 402 с. — 25 000 экз.
- Жизель. Этюды. — Л.: Музыка, 1969. — 159 с.
- Балетные строки Пушкина. — Л.: Искусство, 1974. — 184 с. — 25 000 экз.
- Драматургия балетного театра XIX века. — М.: Искусство, 1977. — 344 с. — 10 000 экз.
- Чудесное было рядом с нами. Заметки о петроградском балете 20-х гг. — Л.: Советский композитор, 1984. — 264 с. — 10 000 экз.

### Либретто балетов
- «Маленькая русалочка» 1923, совместно с Д. Д. Шостаковичем (не осуществлён)
- «Ночь перед Рождеством» музыка Б. В. Асафьева, 1938 — Московский художественный балет, балетмейстеры Ф. В. Лопухов и В. П. Бурмейстер
- «Соловей[бел.]» музыка M. E. Крошнера, совместно с А. Н. Ермолаевым, 1939 — Минский театр оперы и балета, балетмейстеры А. Н. Ермолаев и Ф. В. Лопухов
- «Сказка о попе и о работнике его Балде» музыка M. И. Чулаки, 1940 — Ленинградский Малый оперный театр, балетмейстер В. А. Варковицкий
- «К солнцу» 1941, музыка А. Калниньша, совместно с А. Н. Ермолаевым (не осуществлён)
- «Весенняя сказка» музыка Б. В. Асафьева, 1947 — Ленинградский театр оперы и балета имени С. М. Кирова, балетмейстер Ф. В. Лопухов
- «Юность» музыка M. И. Чулаки, 1949 — Ленинградский Малый оперный театр, балетмейстер Б. А. Фенстер
- «Семь красавиц» музыка К. Караева, 1952 — Бакинский театр оперы и балета, балетмейстер П. А. Гусев
- «Тропою грома» музыка К. Караева, 1958 — Ленинградский театр оперы и балета имени С. М. Кирова, балетмейстер К. М. Сергеев
- «Берег надежды» музыка А. П. Петрова, 1959 — Ленинградский театр оперы и балета имени С. М. Кирова, балетмейстер И. Д. Бельский
- «Икар» музыка С. М. Слонимского, 1971 — Большой театр, балетмейстер В. В. Васильев

### Избранные статьи
- Музыка в балетном театре // Музыка советского балета. — М.: Гос. муз. изд-во, 1962. — С. 59—75. — 256 с. — 5500 экз.
- Как Петипа оказался в России? // Нева : журнал. — Л., 1968. — № 3. — С. 198—204.
- Чародей танца. К 150-летию со дня рождения М. Петипа // Вечерний Ленинград : газета. — Л., 1968. — № 11 марта.